# Hakaniemi (stație de metrou)
Hakaniemi (Hagnäs în suedeză) este o stație al metroului din Helsinki care servește cartierele Hakaniemi și Kallio. Stația, care este printre cele mai vechi de pe rețea, a fost deschisă pe 1 iunie 1982 și a fost planificată de Mirja Castrén, Juhani Jauhiainen și Marja Nuuttila. Este situată la 23 m sub pământ și la o distanță de 0,916 km de la stația Kaisaniemi și 0,928 de la stația Sörnäinen.

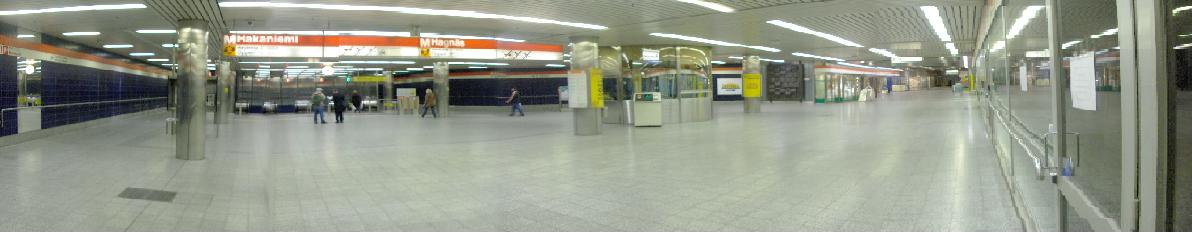
Panoramă a interiorul staţiei Hakaniemi